# Mahzad
Mahzad ist ein persischer weiblicher Vorname, der sich aus den alt-persischen Wörtern Mah (Mond) und dem gängigen persischen Names-Suffix zad (Kind, Nachkomme) zusammensetzt.